# Manuel Barberena
Manuel Barberena, originario de Nicaragua, graduado abogado posiblemente en la Universidad de León (Nicaragua).
Fue Secretario de la Junta Provisional Gubernativa de León en 1823 y Diputado a la Asamblea Constituyente de las Provincias Unidas del Centro de América, de la cual fue Secretario.
El 7 de abril de 1825 la Asamblea Constituyente de Costa Rica lo eligió como primer Presidente de la Corte Superior de Justicia, pero se excusó de aceptar el cargo. En 1831 fue elegido como Fiscal de la misma Corte, pero a pesar de que aseguró que aceptaría el cargo, no se presentó a desempeñarlo.